# Anthony Bourdain
Anthony Michael Bourdain (25. června 1956 New York, New York– 8. června 2018 Kaysersberg-Vignoble) byl americký kuchař, novinář a moderátor.
V roce 1978 vystudoval The Culinary Institute of America, působil jako šéfkuchař v restauraci Brasserie Les Halles na Manhattanu. Vydal knihu ze zákulisí haute cuisine Důvěrnosti z kuchyně a detektivní thriller Kost v krku. Moderoval televizní pořady, v nichž cestoval po světě a poznával různé národní kuchyně, jako Anthony Bourdain: Bez předsudků, Anthony Bourdain: Kulinářská zastavení a Anthony Bourdain: Neznámé končiny. Objevil se také v cameo roli ve filmu Sázka na nejistotu.

## Život

### Postoje a myšlenky
Anthony Bourdain byl aktivním podporovatelem obětí Harvey Weinsteina a kampaně Me Too, především na sociálních médiích.. Jeho poslední interview pojednávalo mj. i o Weinsteinovi a bylo zveřejněno až po jeho smrti. Přítelkyně Bourdaina Asia Argento byla jedna z hlavních tváří Weinsteinovy aféry.

## Smrt
Týden před svou smrtí Bourdain koupil obraz od Johna Lurie s názvem „Padající obloha a jak s tím žít“.
8. června 2018 byl nalezen oběšený v pokoji hotelu Le Chambard ve Kaysersberg-Vignoble ve francouzském departementu Haut-Rhin, kde natáčel další díl Parts Unknown. Z líčení jeho přítele Érica Riperta vyplývá, že byl znepokojen, když se Bourdain neobjevil u večeře ani u snídaně. Christian de Rosquiry du Fayel, soudní znalec Colmaru, řekl, že Bourdainovo tělo neneslo žádné známky násilí a že jeho sebevražda nesla známky „impulsivního aktu“. V těle Bourdaina se nenašly žádné drogy, jen známky léčiv.